# ゴマ
ゴマ（胡麻、学名: Sesamum indicum）は、ゴマ科ゴマ属の一年草。アフリカ大陸に野生種のゴマ科植物が多く自生しているが、考古学の発掘調査から、紀元前3500年頃のインドが栽培ゴマの発祥地であるとされている。主に種子が食材や食用油などの油製品の材料とされ、古代から今日まで世界中で利用される植物である。
リンネの『植物の種』(1753年) で記載された植物の一つである。

## 名称
中国名は、「芝麻」「胡麻」。紀元前1世紀ごろに西域（中央アジア）から古代中国に渡来した、胡（塞外民族）の麻（油分を含んだ種子の意）として中国名「胡麻」が生まれた。和名「ゴマ」はこれを音読みしたものと言われている。

## 植物学的特徴

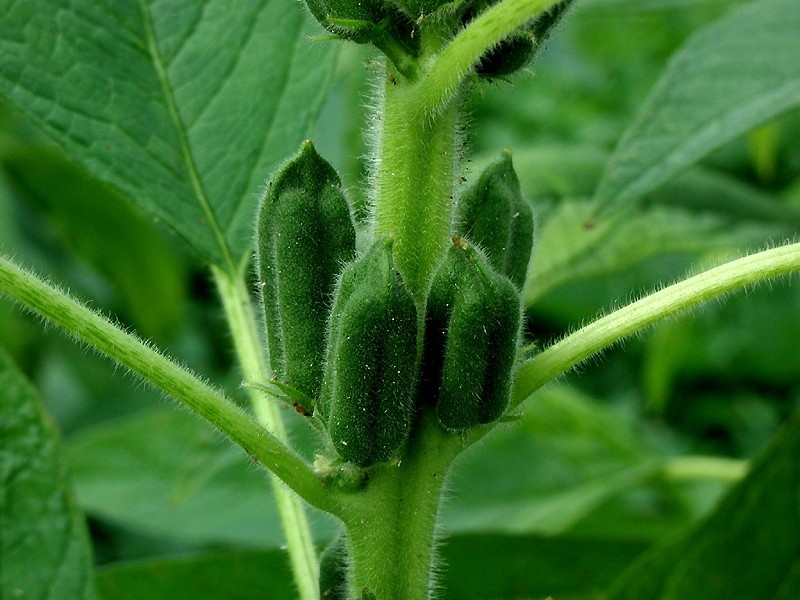
ゴマの実

アフリカ原産とされる一年草で、紀元前14世紀ころには、古代エジプトや古代インドで栽培されていたと言われている。
草丈は約1メートル (m) になり、夏（8月）、葉腋に白色の花をつけ、秋に結実して実の中に多数の種子を含む。旱魃に強く、生育後期の乾燥にはたいへん強い。逆に多雨は生育が悪くなる。

## 歴史

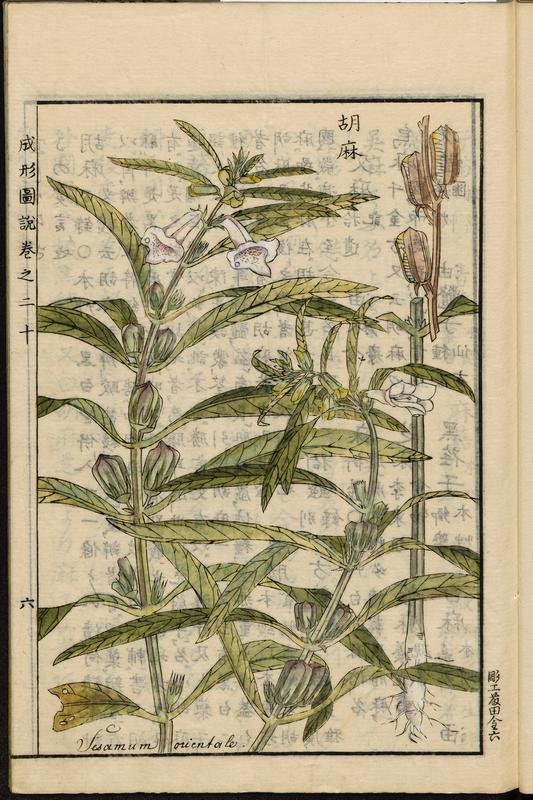
『成形図説』より

アフリカのサバンナに約30種の野生種が生育しており、ゴマの起源地はサバンナ地帯、スーダン東部であろうというのが有力である。ナイル川流域では5,000年以上前から栽培された記録がある。古代エジプトでは、ゴマは体に良い食べ物とされ、薬用利用などしていたことが、医薬書に象形文字で紹介されている。
日本では縄文時代の遺跡からゴマ種子の出土事例がある。奈良時代には畑で栽培し、ゴマを圧搾しゴマ油を作り食用油として調理したり、燈油として用いた。平安時代の『延喜式』では、ゴマの菓子や薬用利用について記されている。

## 栽培・流通

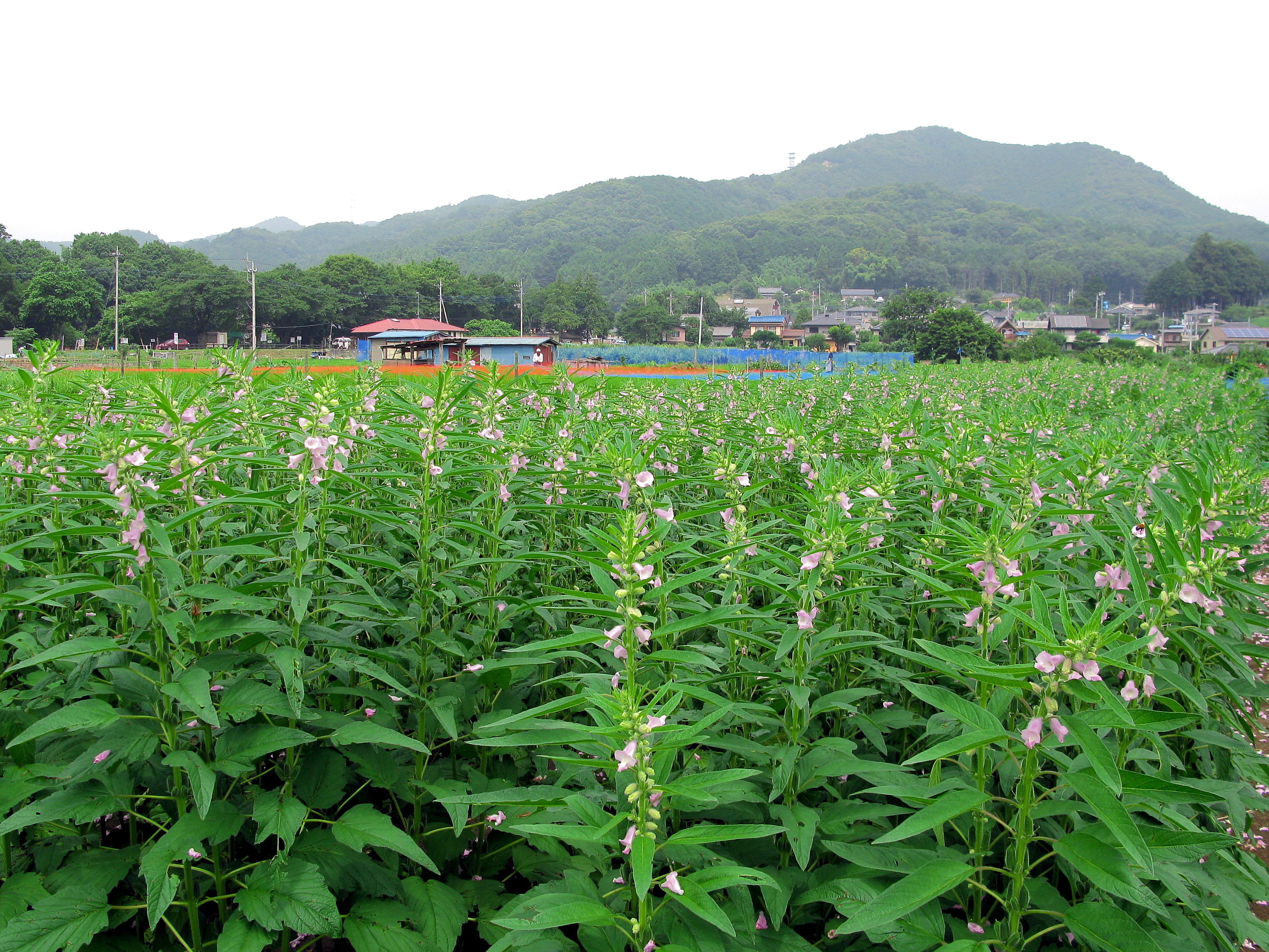
ゴマ畑

日本で使用されるゴマは、その99.9%を輸入に頼っている。財務省貿易統計によると、2006年のゴマの輸入量は約16万トン。国内では鹿児島県、茨城県、沖縄県などで生産されているが、総生産量は100トンにも満たない。国内有数の産地である鹿児島県喜界島では、8-9月頃の収穫時期には、集落内、周辺にゴマの天日干しの「セサミストリート」（ゴマ道路）が出現する。西日本の暖地の場合、5月から6月頃、畦に二条まきする。発芽適温は20度から30度で、適当な水分と温度とがあれば容易に発芽する。本葉が二枚になり草丈が成長してきたら、2回程度間引きを行い、株間を開ける。収穫は9月ごろ。

### 品種
白ゴマ、黒ゴマ、黄ゴマ（または金ゴマ、茶ゴマ）など、種子の外皮の色によって分類される。欧米では白ゴマしか流通しておらず、アジアは半々。金ゴマは主にトルコでの栽培である。
農薬や肥料なしでもそれなりの収穫が可能という、自然まかせで栽培できる作物であるため、後述のような品種改良はあまり行われてこなかった歴史がある。
日本の品種
農研機構作物研究所において育成された「ごまぞう」（種苗登録2006年）は、ゴマでは初めての登録品種であり、種子中のリグナンであるセサミン、セサモリン含有量が既存在来種と比較して高いことが特徴である。2009年には同じくリグナン含有量が高い黒ゴマ新品種「ごまえもん」と白ゴマ新品種「ごまひめ」が育成され、品種登録出願された。その後両品種はそれぞれ「まるえもん」と「まるひめ」に名称変更されている。

### 生産
| 2010年のゴマの生産量上位10カ国 | 2010年のゴマの生産量上位10カ国 | 2010年のゴマの生産量上位10カ国 |
| ------------------------------ | ------------------------------ | ------------------------------ |
| 国                             | 生産量 (100万トン)             | 収穫率 (トン/ヘクタール)       |
| ミャンマー                     | 0.72                           | 0.46                           |
| インド                         | 0.62                           | 0.34                           |
| 中国                           | 0.59                           | 1.22                           |
| エチオピア                     | 0.31                           | 0.99                           |
| スーダン                       | 0.25                           | 0.19                           |
| ウガンダ                       | 0.17                           | 0.61                           |
| ナイジェリア                   | 0.12                           | 0.38                           |
| ブルキナファソ                 | 0.09                           | 0.72                           |
| ニジェール                     | 0.09                           | 0.50                           |
| ソマリア                       | 0.07                           | 0.96                           |
| 世界合計                       | 3.84                           | 0.49                           |

2010年のゴマの世界の総生産量は384万トンであった。2010年の最大の生産国はミャンマーである。上位3カ国はミャンマー、インド、中国で、世界総生産量の約50パーセントを占める。
ゴマは2010年には世界の農場で780万ヘクタールを超える面積で栽培されるまでになった。　

## 食材としてのゴマ
鞘の中に入った種子を食用し、古くから世界各地で食され、香辛料や食用油としても利用されてきた。鞘から取り出し、洗って乾燥させた状態（洗いごま）で食用となるが、生のままでは種皮が固く香りも良くないので、通常は炒ったもの（炒りごま）を食べる。また、剥く、切る（切りごま）、指先でひねり潰す（ひねりごま）、すり鉢で擂り潰す（擂りごま・下記参照）などして、料理の材料や薬味として用いられる。また、伝統的にふりかけに用いられることが多い。味の特徴としては、白ごまはほのかな甘みがあり、黒ごまは香りが強く、コクがある。黄ごま（金ごま、茶ごまとも）は香りがよく、味が濃厚である。炒ると香りがよく引き立ち、料理や菓子の風味付けに使われる。
- 白ごま - 種皮が白いタイプで、風味がおだやかでクセがなく、最も多く食べられている[17]。ごま和えやごま豆腐、練りゴマまど、様々な料理に使われる[3]。脂質が多いため、ごま油の原料にもなっている[17]。
- 黒ごま - 種皮が黒いタイプで、黒い皮にはアントシアニンや鉄分が含まれている[3]。香りが良く、ごま和えのほか、赤飯やおはぎなどに使われる[3]。皮の割合が多く、すって使うことが多い[17]。
- 黄ごま（金ごま） - 種皮が明るい茶色のタイプ。香りが良く、脂質が多いためコクが強い[3]。生産量が少なく、希少価値が高い[17]。

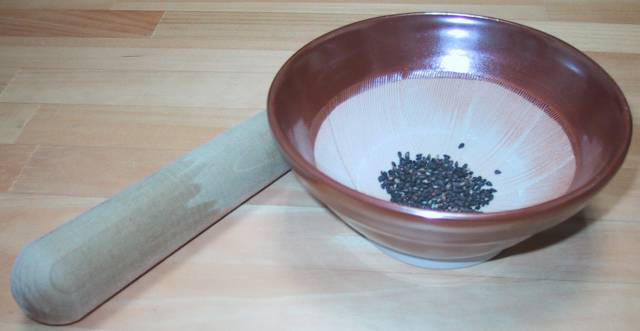
擂りごまにする為のすり鉢とすり粉木

炒りごま
ごまを炒ったもの。炒ることによって香ばしさが出るだけでなく、消化吸収を高められる。炒るときにごまが跳ねるため、ふたをして、焦げないように鍋を動かしながら炒る。
擂りごま
すり鉢を使ってごまを擂り潰したもの。また、少量の擂りごまを得るには「卓上ごま擦り器」のような道具が便利である。ごまが半ば粉砕され、含まれていた油分が滲出してきて、ややしっとりとした感じになる。とくに和食において、白和えをはじめとしてさまざまなレシピで活躍する食材である。
ごまダレ
タレの一種で、擂りごまなどを材料に用いたもの。サラダなどに用いる「ごまドレッシング」も類似のものである。
練りごま
ごまを完全に粉砕し、ピーナッツバターのように油分を含んだままペースト状にしたもの。これに植物油や調味料を入れると芝麻醤になる。
ごま油
含油率が約50%以上あるため、搾ってごま油として用いられる。煎りごまを材料に独特の香りを出した焙煎ごま油と、ごまを煎ることなく精製し、ごま本来の旨みを出した太白油・白ごま油（未焙煎ごま油）とに分かれる。調理油・調味料として用いる他、未焙煎のごま油は製菓用油やマッサージオイルなどにも使用する。
葉は青汁の材料として利用されている。ミネラル、ビタミン、食物繊維のほか、抗酸化作用のあるアクテオシドが含まれている。

### ゴマの料理、菓子
- 胡麻豆腐 - 精進料理のひとつ。
- おひたし
- 胡麻鯖
- 味醂干し
- 焼餅 - 中国のゴマをまぶしたパン
- ごまだしうどん - 大分県佐伯市の郷土料理
- 担担麺 - 中国四川省成都市の麺料理
- 胡麻団子 - 中国では中空に揚げるものなど。日本では胡麻だれをかけた米の団子など。
- 芝麻糊 - 黒ごま、砂糖、デンプンを湯で溶いた中国、香港などの食品。
- ハルヴァ - 中東の菓子
- ごま菓子 - 鹿児島県喜界島で作られている花良治ゴマを黒砂糖で固めた菓子。

### 栄養
昔からゴマは栄養価の高い食品として知られ、生薬としても用いられた。
種皮の色によって黒ゴマ、白ゴマ、黄褐色のものは金ゴマなどの品種に分けられるが、栄養的にはほとんど差がない。黒ゴマの皮の部分にはタンニン系ポリフェノール色素を多く含んでいる。すりゴマや切りゴマにすることでかたい種皮が破られ、より風味が出て美味しく味わえるほかに、栄養の吸収効果を高めるメリットもある。
カルシウム、マグネシウム、鉄、リン、亜鉛等のミネラルが多く含まれ、骨粗しょう症の予防や貧血の改善に効果がある。タンパク質、食物繊維、ナイアシン、ビタミンA・B1・B2・B6・Eや葉酸が豊富に含まれている。ゴマには抗酸化物質として働くリグナンが含まれており、ゴマの代表的なリグナンはセサミンである。ゴマ自体も抗酸化作用を持ち、活性酸素が体内で生成されるのを抑え、肝臓機能を強化し細胞の老化やガン化を抑制する作用がある。種子にはオレイン酸、リノール酸、パルミチン酸などの脂肪油45 - 50%、蛋白質約20%、含水炭素10%、アデニン、コリンなどを含んでいる。
リノール酸は必須脂肪酸の1種で、コレステロールの血管への沈着を抑制し、動脈硬化の予防に役立つと言われている。ただし、搾油したものは、そのまま空気に触れさせて放置すると過酸化脂質化して、癌や肝炎、動脈硬化の発病に関与してしまうとも言われている。セサミンは、抗酸化作用によって動脈硬化予防、老化防止や肝機能にもよいといわれている。

### ごまアレルギー
栄養価が高く健康に良いとされているゴマではあるが、子供を中心にごまアレルギーの調査が報告されている。アトピー性皮膚炎の子供126名を対象に行なった例では、1歳未満の乳児が21%、1歳から1歳6ヶ月未満では44%、2歳・3歳以上では約50%が、ゴマに対して陽性を示す結果となった。

### 食材以外での利用
ゴマはかつて生薬としても用いた。秋に果実を収穫して種子を採取して日干しにしたものを胡麻（ごま）と称し、栄養価が高いことから滋養強壮になり、切り傷、ただれ、刺し傷の治癒にも使われた。傷や皮膚ただれには、新鮮な胡麻油を患部に塗布すると、傷面の保護や消炎に役立つと言われている。また、耳に小さな虫が入ったときに、綿棒の先に胡麻油を塗って耳に入れると、油の粘りで虫取りに利用できる。
薬膳的には、黒ごまは平性で肝臓や腎臓に作用し、精力を増強して、白髪・耳鳴り・めまいなどを改善するとされる。白ごまは寒性で、便秘を解消するとされる。

## 文化

### ゴマに関する言葉
- ゴマが弾ける様子から
  - 「アラビアンナイト」の中の一話、「アリババと40人の盗賊」に出てくる、秘密の洞窟の扉を開ける掛け声が「開けゴマ」。これは、アラビア語の「افتح يا سمسم （Iftaḥ yā simsim）」を日本語訳したものである。肛門を意味する古アラビア語 سمة （simma）に由来し、元来は成句として性的な意味を持っていたとする説がある。
- 形状から比喩的に - ゴマは、外見が黒いドットであることから、シンボル的な意味で用いられることがある。

  - へそのゴマ - へそに溜まる垢。成分には諸説ある。分泌物、皮脂の老廃物、衣服の繊維など。へそは皮膚が薄くなっており傷つきやすく、また傷ついた場合の衛生管理が難しいので、敢えて掃除しない、掃除するときは十分な注意が必要である。
  - 胡麻斑（ごまふ）とは、黒ゴマを散らしたような細かい斑紋のこと。「ゴマフアザラシ」、「ゴマダラカミキリ」などの生物種名に見ることができる。
  - 画像・映像処理の分野では、ゴマを散らしたような点々としたノイズを「ごま塩ノイズ」と呼ぶ。
- ゴマの加工から
  - ゴマを擦る、ゴマスリ - すりゴマを作る際に、すり鉢のあちこちにゴマがつく様子から、人に媚びへつらうことの例え[22]。
  - 「胡麻の油と百姓は絞れば絞るほど出るものなり」 - 徳川幕府が農民に課した重税を象徴する言葉。享保の改革終期の勘定奉行・神尾春央の言葉とされている。
- その他
  - 「誤魔化す（ごまかす）」の語源に関わっているとする説[誰によって?]がある。

## ギャラリー

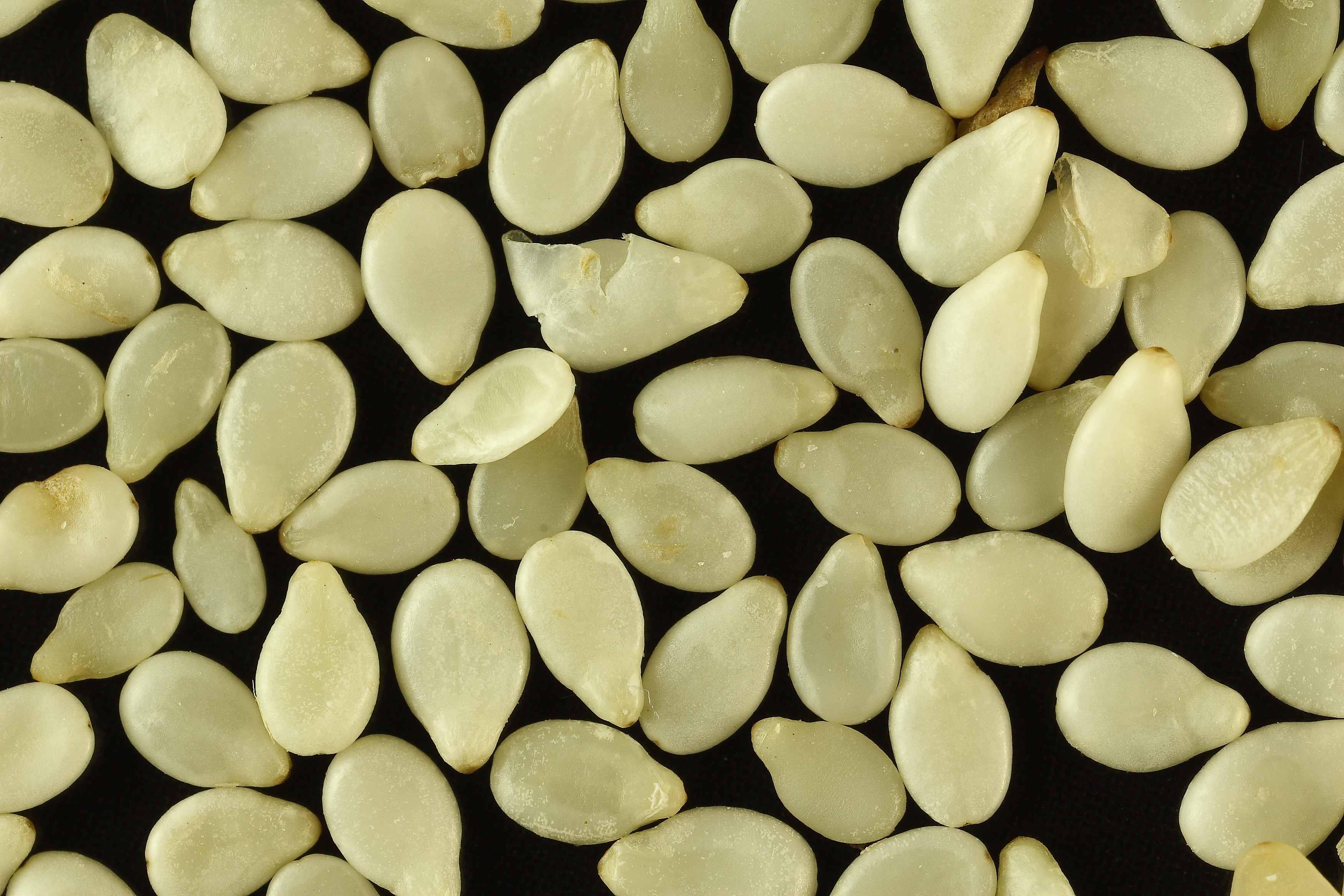
白ごまの拡大写真
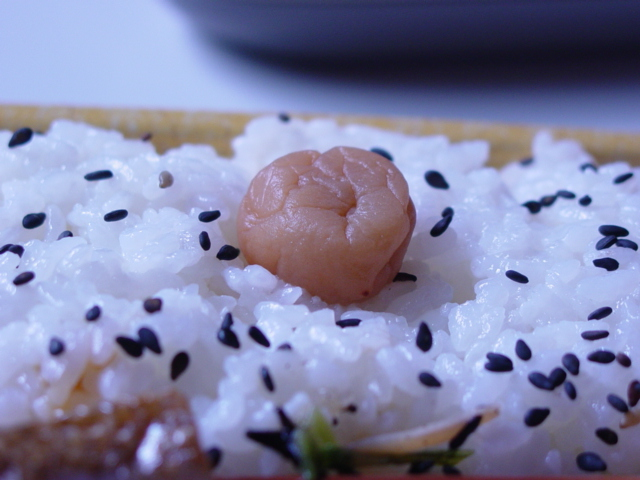
ふりかけとしての黒ごま
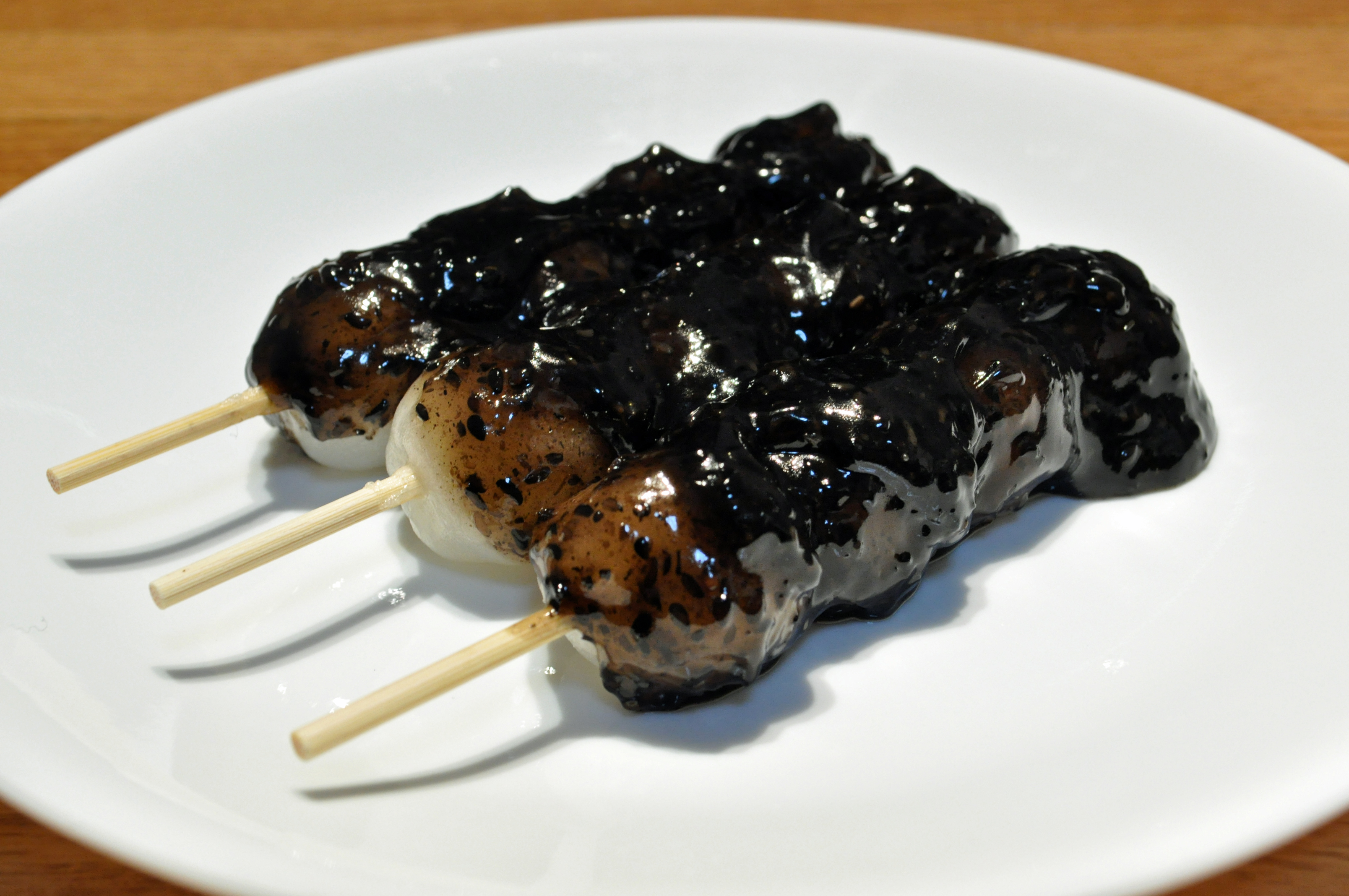
黒ごまのタレを掛けたごま団子
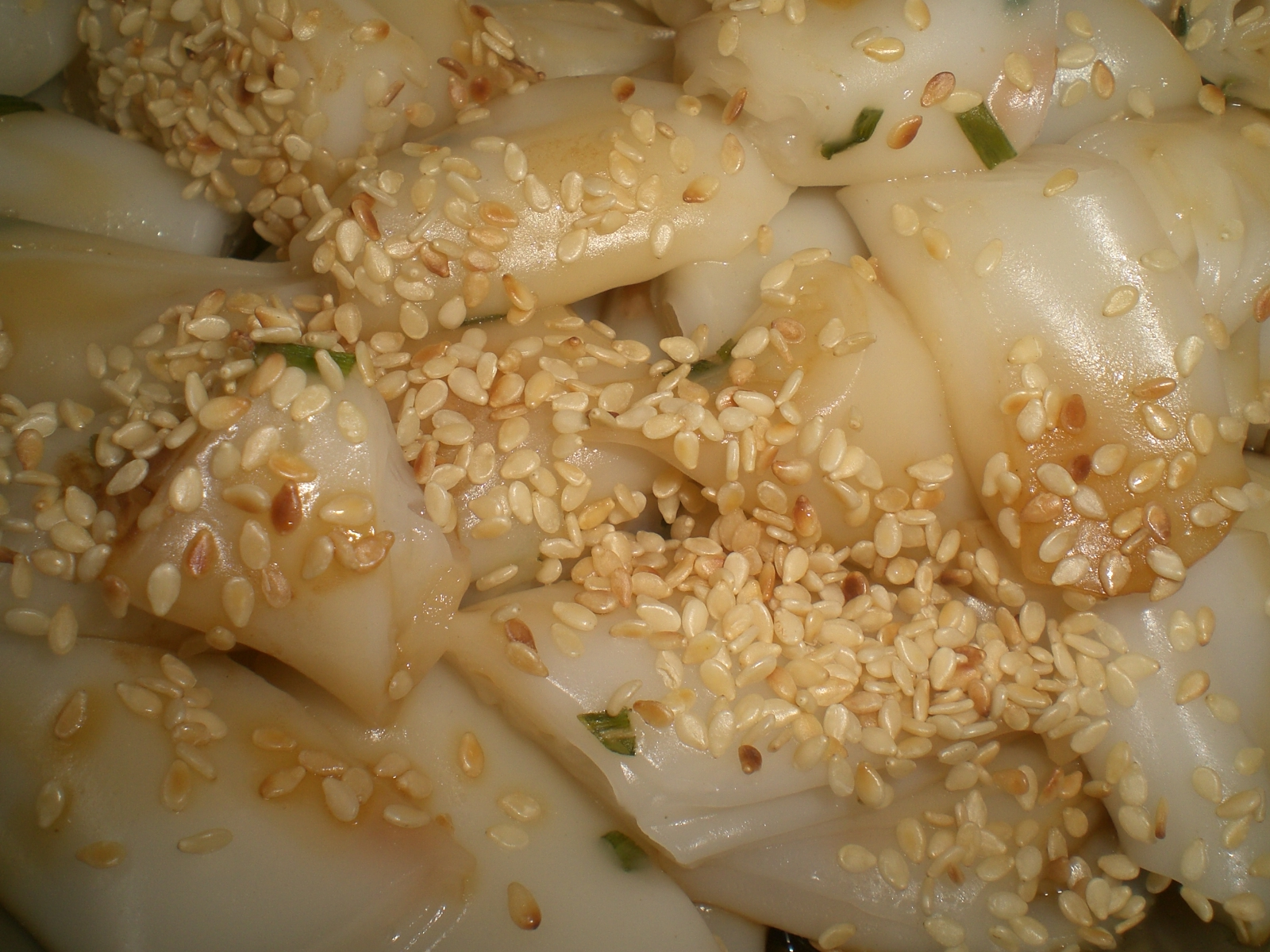
香港の米で作る点心（腸粉）
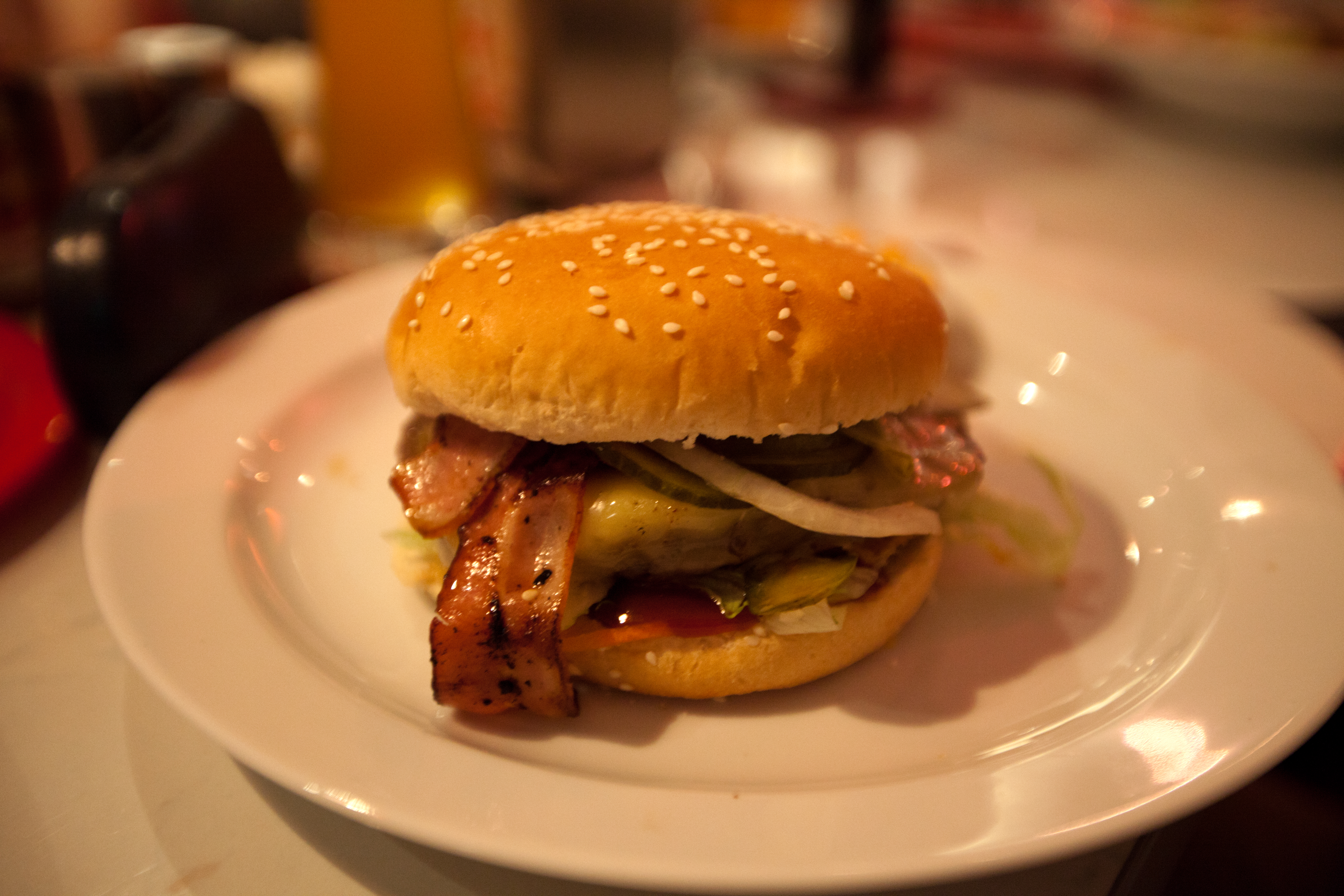
ハンバーガーに用いたゴマ
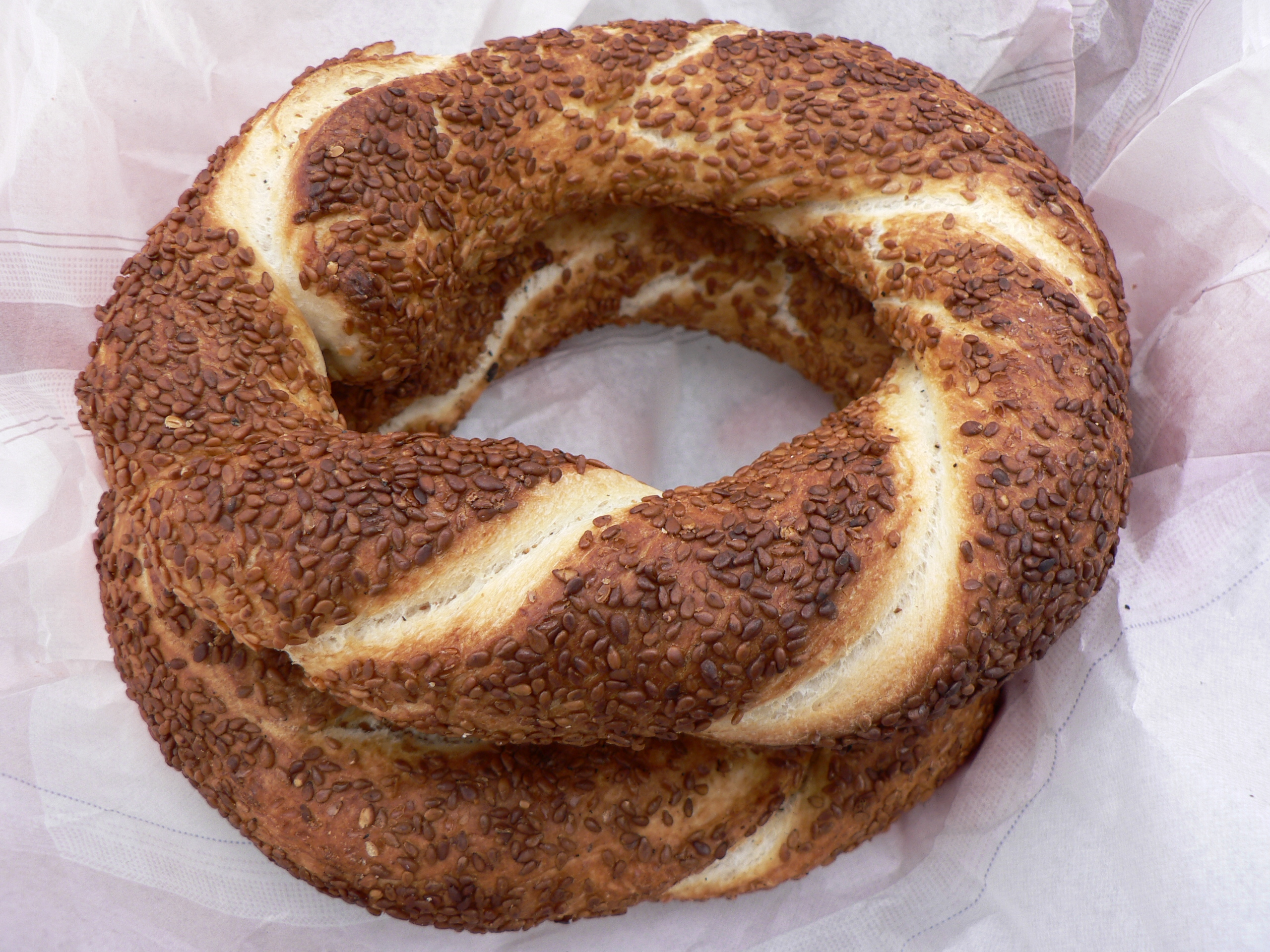
ゴマをまぶしたパン（トルコやギリシャなどで食べられているシミット）
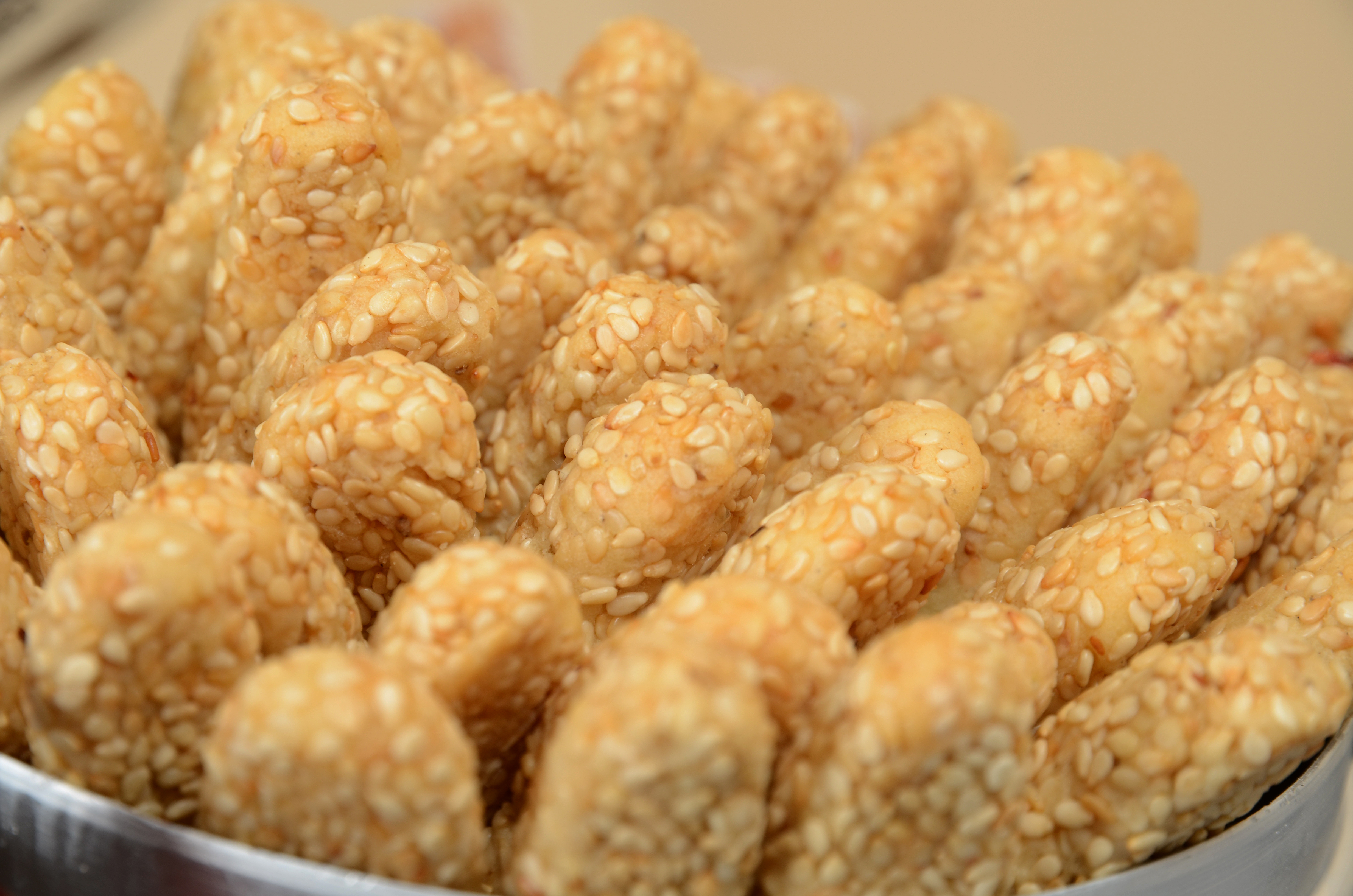
アラブ料理のごまパン
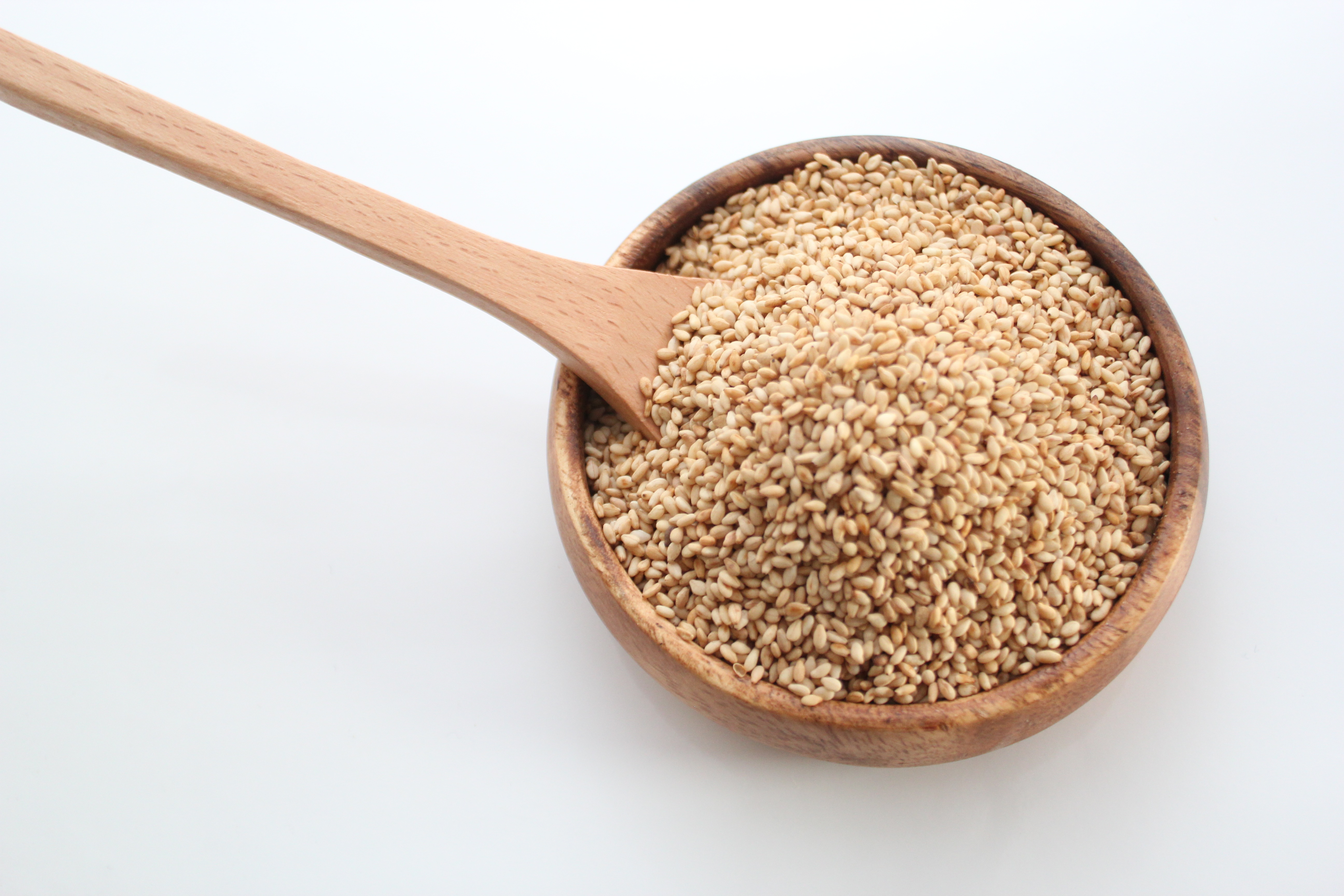
料理に使われる胡麻